# Ra's Schaitan
Ra's Schaitan (arabisch رأس شيطان, DMG Raʾs Šaiṭān ‚Satanskopf‘) ist ein Ort am Golf von Akaba auf der Halbinsel Sinai.
Es gibt dort ein paar ganz ruhige Camps ohne Strom mit einfachen Strandhütten. Im Roten Meer gibt es gut erhaltene Korallenriffe.
Am 7. Oktober 2004 fiel das Camp Moon Island Village einem Terroranschlag zum Opfer.